# Alix Madigan
Alix Madigan ist eine US-amerikanische Filmproduzentin.

## Leben und Wirken
Madigan ist seit den neunziger Jahren als Produzentin tätig und konnte ihren internationalen Durchbruch mit dem 2007 erschienenen Kinofilm Cleaner feiern, der unter anderem erfolgreich auf dem Toronto International Film Festival lief. 2011 wurde sie zusammen mit Regisseurin Anne Rosellini für den Film Winter’s Bone in der Kategorie Bester Film für den Oscar nominiert.
Alix begann ihre Arbeit beim Film als Assistentin von Alan J. Pakula. Sie hatte verschiedene Positionen bei Avenue Pictures, Skouras Pictures sowie auch bei Propaganda Films inne. 2014 arbeitete sie als „Head of Production“ bei Anonymous Content. Später gründete sie eine eigene Produktionsfirma "Mad Dog Films".

## Filmografie (Auswahl)
- 1997: Sunday
- 2007: Smiley Face – Was für ein Trip …! (Smiley)
- 2007: Cleaner
- 2010: Winter’s Bone
- 2012: There Is No Place Like Home – Nichts wie weg aus Ocean City (Girl Most Likely)
- 2013: May in the Summer
- 2014: Grow Up!? – Erwachsen werd’ ich später (Laggies)
- 2014: Wie ein weißer Vogel im Schneesturm (White Bird in a Blizzard)
- 2015: Für immer Adaline (The Age of Adaline)
- 2018: The Lie

## Auszeichnungen
Oscars (Academy Awards)
- 2011: nominiert für Winter’s Bone

Gotham Awards
- 2010: gewonnen für Winter’s Bone

AFI Awards
- 2010: gewonnen für Winter’s Bone